# Ecdyonurus bellus
Ecdyonurus bellus är en dagsländeart som först beskrevs av Allen och Cohen 1977.  Ecdyonurus bellus ingår i släktet Ecdyonurus och familjen forsdagsländor. Inga underarter finns listade i Catalogue of Life.